# Casablanca, nid d'espions
Pour les articles homonymes, voir Casablanca (homonymie) et Nid d'espions.
Pour plus de détails, voir Fiche technique et Distribution.
Casablanca, nid d'espions (titre espagnol : Noches de Casablanca) est un film franco-italo-espagnol réalisé par Henri Decoin en 1963.

## Synopsis
1942, Casablanca est une plaque tournante de la Résistance. À sa descente de bateau, un agent allemand se fait assassiner et voler la mallette qu'il transportait. 
Pour retrouver le meurtrier et démanteler un réseau de résistants, on fait appel au commissaire de police français, Maurice Desjardins, que les Allemands soupçonnent d'appartenir lui-même au mouvement. Il implique dans le réseau la belle Teresa, chanteuse de cabaret avec laquelle il vivra une histoire d'amour.

## Fiche technique
- Titre français : Casablanca, nid d'espions
- Titre espagnol : Noches de Casablanca
- Titre italien : Spionaggio à Casablanca
- Réalisation : Henri Decoin
- Scénario : José Antonio de la Loma et Jacques Rémy
- Musique : Gregorio García Segura
- Photographie : Christian Matras
- Montage : Pablo G. del Amo
- Production : Álmos Mező
- Société de production : Finanziaria Cinematografica Italiana, Intercontinental Productions et Balcázar Producciones Cinematográficas
- Pays :  Espagne,  France et  Italie
- Genre : Drame
- Durée : 101 minutes
- Dates de sortie :
  -  Espagne : 10 octobre 1963
  -  France : 20 mai 1964
- Affiche : Jean Mascii (France)

## Distribution
- Sara Montiel (VF : Jacqueline Carrel) : Teresa
- Maurice Ronet (VF : lui-même) : Maurice Desjardins
- Franco Fabrizi : Max von Stauffen
- Leo Anchóriz : Lucien
- José Guardiola (es) : Pierrot